# Alison Kreviazuk
Alison Kreviazuk est une curleuse canadienne née le 27 septembre 1988 à Mississauga, au Canada.

## Biographie
Alison Kreviazuk est médaillée de bronze au Championnat du monde de curling féminin 2013 à Riga et médaillée d'argent au  Championnat du monde de curling féminin 2014 à Saint-Jean.
Elle est la cousine de la chanteuse Chantal Kreviazuk.